# Hová lettél, drága völgyünk?
A Hová lettél, drága völgyünk?, eredeti angol címe How Green Was My Valley, 1941-ben bemutatott amerikai filmdráma John Ford rendezésében. A forgatókönyvet Philip Dunne írta Richard Llewellyn azonos című regényéből. A történet egy walesi bányászcsalád, Morganék életéről szól a 20. század fordulóján. A filmet tíz Oscar-díjra jelölték, melyből ötöt meg is nyert, a legjobb filmért járó aranyszobrot olyan klasszikusok elől hódítva el, mint az Aranypolgár, a York őrmester, A máltai sólyom és a Gyanakvó szerelem. A filmet 1990-ben beválasztották az USA Nemzeti Filmarchívumába.

## Történet
A történet Huw Morgan (Roddy McDowall) narrációjában tárul elénk, aki a jelenben egy középkorú ember, és a fiatalkorára emlékszik vissza. A fiatal Huwt a brit gyerekszínész McDowall játssza, de a narrátor az idősebb Irving Pichel, aki egyébként soha nem látta a filmet.
Az első emléke Ivor bátyja (Patric Knowles) esküvője, és az erős, titkos, de szerencsétlen sorsú szerelem nővére Angharad (Maureen O’Hara) és az új lelkész, Mr. Gruffydd (Walter Pidgeon) között. Mert a tiltott románc miatt Angharad egy másik férfihoz megy hozzá, akitől később ugyan elválik. Mr. Gruffydd pedig megcsömörlötten hagyja el az egyházközösséget, miután a városban igaztalan pletykák tárgya, szerelmük soha nem teljesedik be.
Huw apja Gwilym (Donald Crisp) és öt bátyja a helyi szénbányában dolgoznak. Huw érzi a küszöbön álló sztrájk súlyosságát, amely törést okoz apja és a fiúk között, három bátyja el is költözik otthonról.
Eközben Huw megmenti édesanyját (Sara Allgood) a vízbefúlástól, de átmenetileg lebénulnak a fiú lábai. Viszont Mr. Gruffydd segítségével Huw felépül. A film végén Gwilym, az apa egy bányaszerencsétlenségben életét veszti.

## Szereposztás
| Karakter        | Színész           |
| --------------- | ----------------- |
| Mr. Gruffydd    | Walter Pidgeon    |
| Angharad Morgan | Maureen O’Hara    |
| Gwilym Morgan   | Donald Crisp      |
| Huw Morgan      | Roddy McDowall    |
| Cyfartha        | Barry Fitzgerald  |
| Bronwyn         | Anna Lee          |
| Ianto Morgan    | John Lodger       |
| Beth Morgan     | Sara Allgood      |
| Ivor Morgan     | Patric Knowles    |
| Mr. Jonas       | Morton Lowry      |
| Mr. Parry       | Arthur Shields    |
| Dr. Richards    | Frederick Worlock |
| Davy Morgan     | Richard Fraser    |
| Owen Morgan     | James Monks       |
| Dai Bando       | Rhys Williams     |
| Evans           | Lionel Pape       |
| Mrs. Nicholas   | Ethel Griffies    |

## A film háttere
Még az eredeti rendező William Wyler fedezte fel egy meghallgatáson McDowallt, és választotta ki az ifjú Huw Morgan szerepére. Később Wylert Fordra cseréltek a rendezői székben.
A filmet a producerek eredeti helyszínen, Walesben szerették volna forgatni, de ez a második világháborús események és Nagy-Britannia hadba lépésével lehetetlenné vált. Ehelyett Ford építtetett egy hasonmás bányászfalut 12 négyzetkilométeren a Malibu Canyonban, a dél-kaliforniai Santa Monica-hegységben.
A szereplők között mindössze egyetlenegy walesi születésű színész volt, Rhys Williams, akinek csak egy apró szerep jutott.

## Fontosabb díjak, jelölések
Oscar-díj (1942)
- díj: legjobb film – 20th Century Fox
- díj: legjobb rendező – John Ford
- díj: legjobb férfi mellékszereplő – Donald Crisp
- díj: legjobb operatőr fekete-fehérben – Arthur C. Miller
- díj: legjobb díszlettervező fekete-fehérben – Richard Day, Nathan Juran, Thomas Little
- jelölés: legjobb női mellékszereplő – Sara Allgood
- jelölés: legjobb vágó – James B. Clark
- jelölés: legjobb zene drámai filmben – Alfred Newman
- jelölés: legjobb hang – Edmund H. Hansen
- jelölés: legjobb forgatókönyvíró – Philip Dunne

## Fordítás
- Ez a szócikk részben vagy egészben  a   How_Green_Was_My_Valley című angol Wikipédia-szócikk fordításán alapul.  Az eredeti cikk szerkesztőit annak laptörténete sorolja fel. Ez a jelzés csupán a megfogalmazás eredetét és a szerzői jogokat jelzi, nem szolgál a cikkben szereplő információk forrásmegjelöléseként.